# Place du Luxembourg
Place du Luxembourg (Lucemburské náměstí, nizozemsky Luxemburgplein, zkráceně Plux) je náměstí v belgickém Bruselském regionu. Nachází se nedaleko vlakového nádraží Gare de Bruxelles-Luxembourg na rozhraní vlastního Bruselu a obce Ixelles. S centrem Bruselu je spojuje ulice Rue du Luxembourg.

## Historie
Zdejší zástavba vznikala v polovině devatenáctého století jako součást nového východního předměstí Bruselu, pojmenovaného Quartier Léopold podle krále Leopolda I. Architekt Tilman-François Suys ji navrhl jako luxusní rezidenční oblast těžící z blízkosti královského paláce. V roce 1855 zde byla zřízena železniční stanice na trati z Bruselu do Lucemburku, která dala náměstí jeho název. Nádražní budovu v klasicistním slohu projektoval bruselský architekt Gustave Saintenoy a je považována za nejstarší dochovaný objekt tohoto typu na světě. Místo se stalo významným dopravním uzlem a vyrostla zde řada obchodů a restaurací. Bydlel zde politik a nositel Nobelovy ceny míru Auguste Marie François Beernaert. 
Uprostřed náměstí se nachází pomník anglického podnikatele Johna Cockerilla, který se zasloužil o rozvoj belgického průmyslu a železniční dopravy. Sochu vytvořil v roce 1872 Armand Cattier.
V letech 1989 až 1993 byl v sousedství postaven rozsáhlý komplex Espace Léopold, který je jedním ze sídel Evropského parlamentu. Okolní oblast pak získala neoficiální označení Evropská čtvrť (Quartier Européen). V té době bylo také zrušeno parkoviště a náměstí se stalo klidovou zónou. Nádraží prošlo rozsáhlou modernizací, z převážné části se přesunulo do podzemí a v roce 2002 bylo dokončeno jeho propojení s budovou parlamentu krytou pěší zónou Esplanade du Parlement européen. Původní nádražní budova je památkově chráněna a slouží jako muzeum a informační kancelář. Na Place du Luxembourg také sídlí pobočky firem AXA a Fortis.
Na náměstí se nachází množství barů a hudebních klubů, kde se po práci scházejí zaměstnanci evropských institucí. Pověstně hlučný je zejména čtvrteční večer, časté stížnosti místních obyvatel na rušení nočního klidu vedly ixelleskou radnici k zákazu venkovního pití po desáté hodině. Každé úterý odpoledne se na Pluxu koná trh s bioprodukty. Náměstí je také častým místem demonstrací, při protestech zemědělců v únoru 2024 došlo k poškození sochy Johna Cockerilla.
Plánuje se prodloužení bruselského metra, které by urychlilo cestu z náměstí do centra metropole.

## Fotogalerie

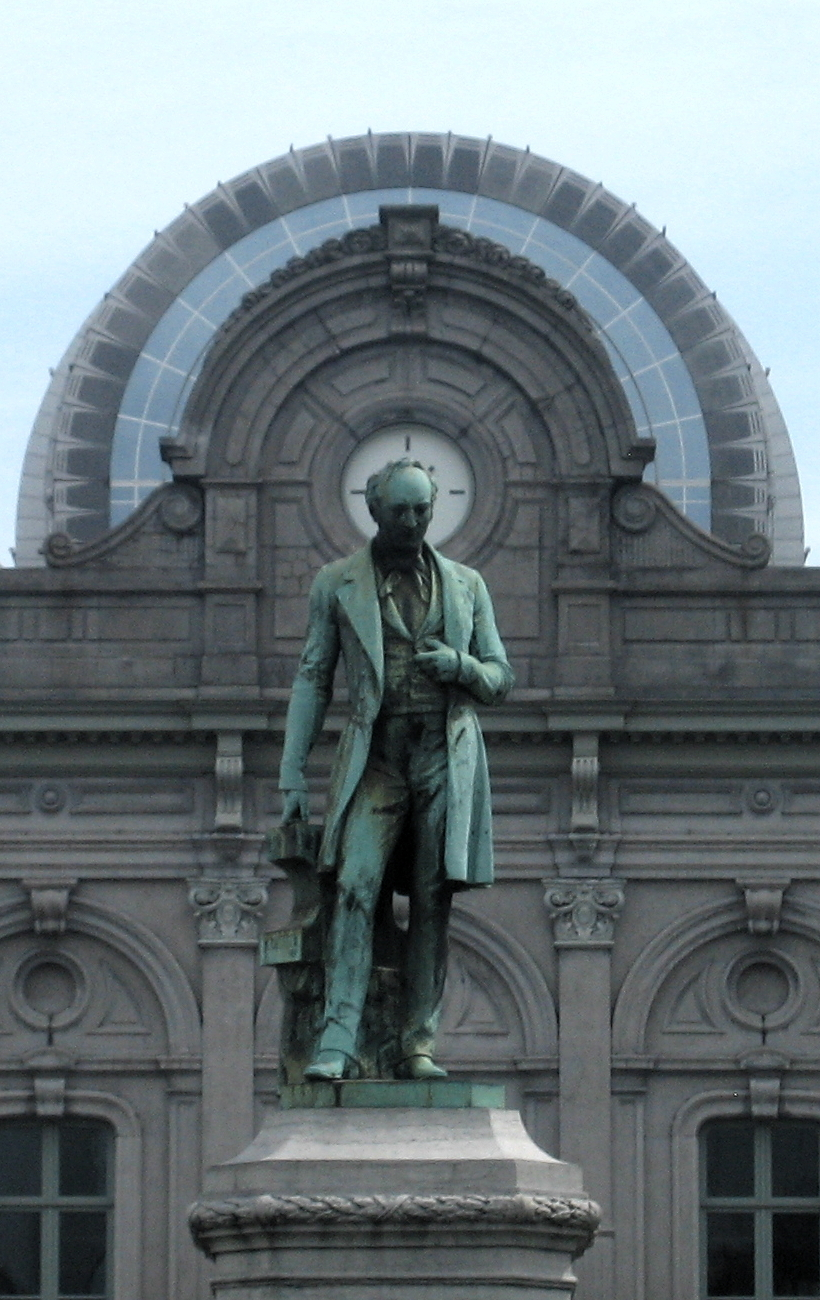
Socha Johna Cockerilla
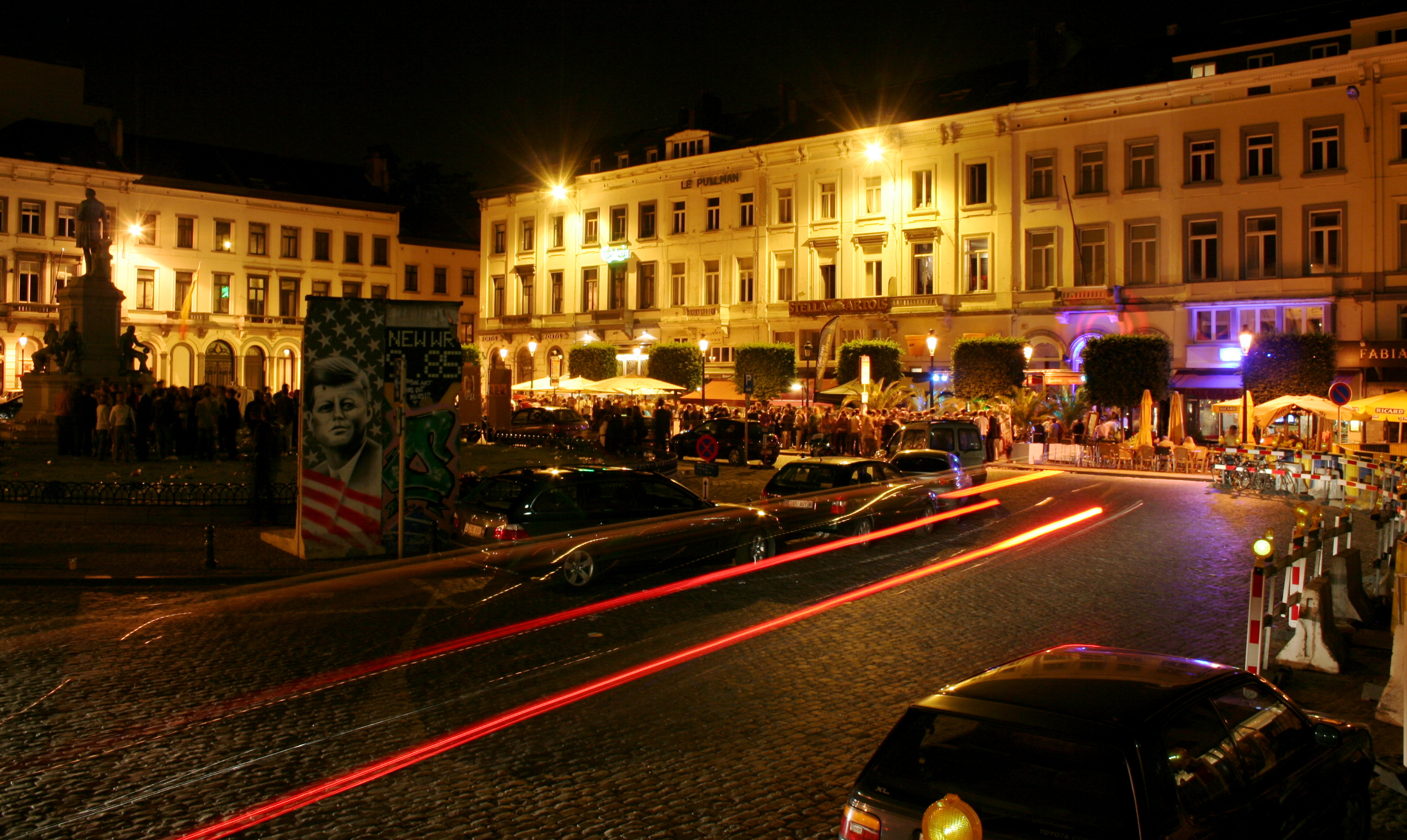
Náměstí v noci
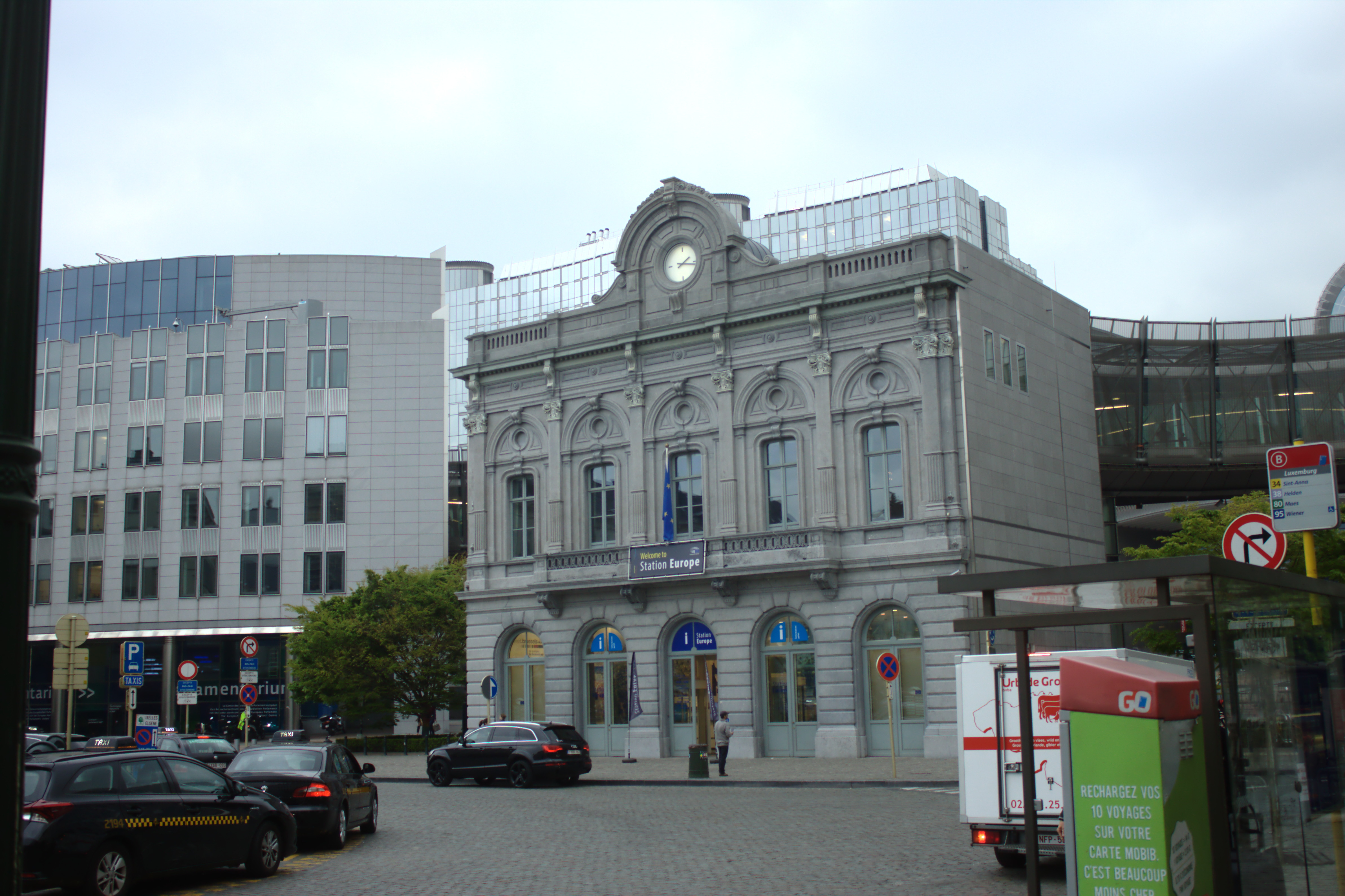
Budova starého nádraží